# بینوایان (فیلم ۱۹۳۴)
بی‌نوایان (انگلیسی: Les Misérables) فیلمی در ژانر درام که با اقتباس از از رمانی به نام نوشته ویکتور هوگو تهیه شد این فیلم محصول سال ۱۹۳۴ کشور فرانسه می‌باشد و توسط ریمون برنار کارگردانی شد

## بازیگران
- هری باور در نقش ژان والژان و  Champmathieu
- شارل وانل در نقش ژاور
- Florelle در نقش Fantine
- ژوسلین گائل در نقش Cosette
- Gaby Triquet در نقش Cosette (child)
- ژان سروه در نقش Marius
- Orane Demazis در نقش Éponine
- ژیلبرت سوری در نقش Éponine (child)
- Lucien Nat در نقش Montparnasse
- شارل دولن در نقش Thénardier
- Marguerite Moreno در نقش Madame Thénardier
- امیل ژنووا در نقش Gavroche
- روبر ویدلا در نقش Enjolras
- آنری کروس در نقش Monseigneur Myriel
- Denise Mellot در نقش  Azelma
- Jacqueline Fermez در نقش Azelma (child)
- Cailloux در نقش Mabeuf
- Ginette d'Yd در نقش Sister Simplice
- Pierre Piérade در نقش Bamatabois
- Charlotte Barbier-Krauss در نقش Toussaint
- Roland Armontel در نقش Félix Tholomyès